# República de Chile (Cuba)
República de Chile es el nombre con que se denomina a una localidad del municipio de Viñales, en la provincia de Pinar del Río, en el extremo occidental de Cuba. 
Se encuentra en las coordenadas 22°39'45.22"N, 83°40'33.43"O, a 5,5 km al noreste de la ciudad de Viñales —en línea recta—; por ruta asfaltada, la distancia es de 7,1 km. Se sitúa al pie del grupo montañoso de la cordillera de Guaniguanico, en la Sierra de los Órganos.
Administrativamente es un Consejo Popular, uno de los siete con que cuenta el municipio de Viñales.

## Economía
En esta localidad se encuentra la Cooperativa de Producción Agropecuaria (CPA) «República de Chile»,  su presidente es Luis Alberto Torres Puentes esposa Yarosky Saray Sánchez elegido para ocupar el cargo de Diputado a la Asamblea Nacional del Poder Popular de Cuba (ANPP) que es el Poder Legislativo de la República de Cuba. Esta cooperativa, mediante técnicas de producción ecológicas, produce hortalizas aprovechando aguas de manantiales.
Los principales rubros económicos son la agricultura, pues se cosecha frutas, verduras, café y especialmente tabaco logrado por métodos tradicionales, así como la ganadería, tanto para carne como de lechería tropical.

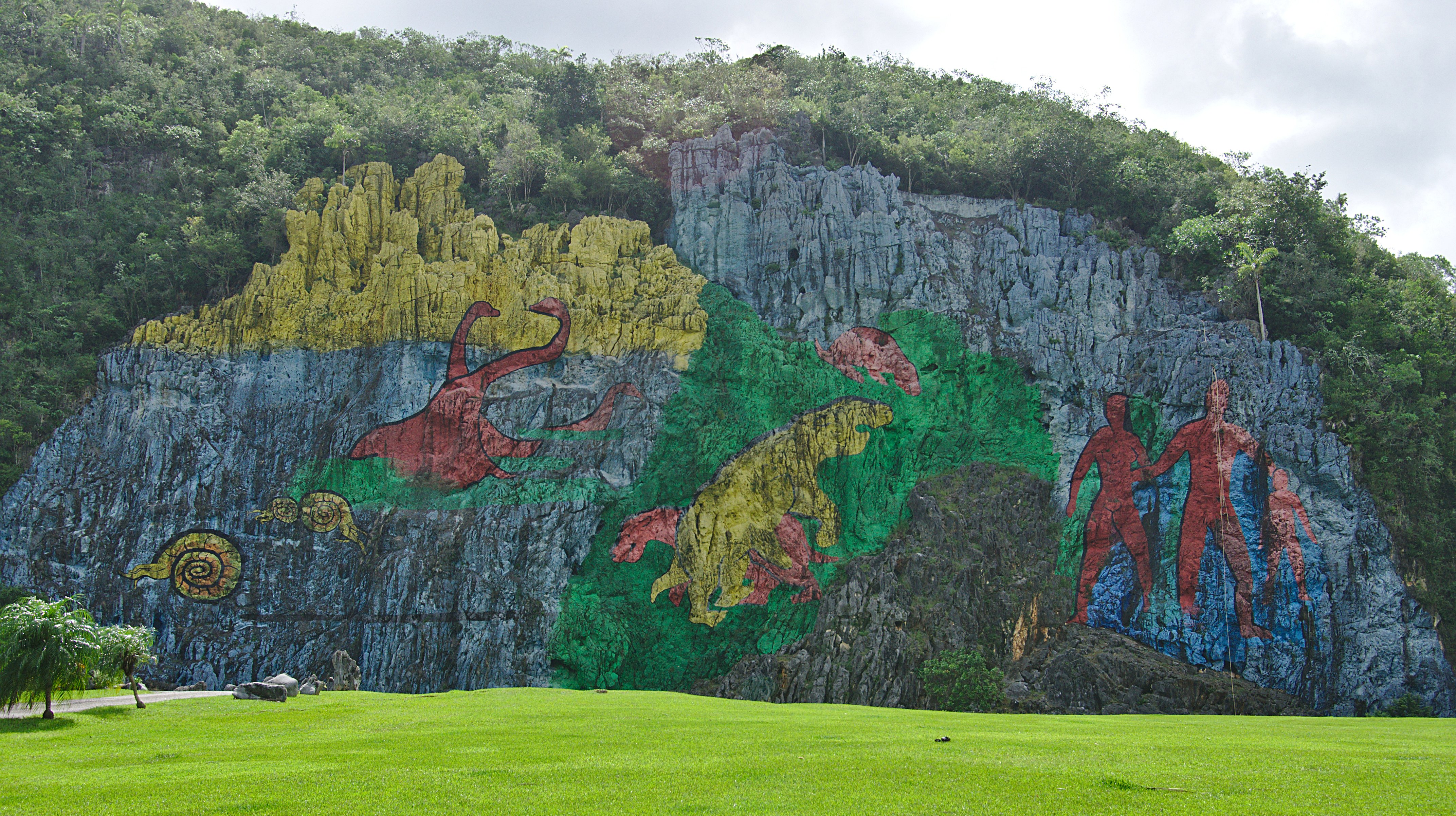
Mural de la Prehistoria.

El turismo es otro ítem destacado de la zona, pues la región en donde está situada esta localidad fue declarada en 1999 como Parque nacional, y en diciembre de ese mismo año fue nombrado por la Unesco como el Patrimonio Natural de la Humanidad Valle de Viñales. 
Entre los atractivos muy próximos a la localidad destacan varias cuevas kársticas, entre ellas la cueva del Palmarito. También sobresale el Mural de la Prehistoria, obra de Leovigildo González Morillo, el cual está pintado sobre una pared de piedra del mogote Pita; muestra la evolución de la vida natural en Cuba. Su tamaño es de 120 por 160 metros de longitud.